# Bogoský hřeben
Bogoský hřeben někdy zkráceně Bogos je boční hřeben hlavního Kavkazského hřebenu v Dagestánu Ruské federaci s nejvyšší horou Addala-Šuchgelmeer s výškou 4151 m n. m.. Dalšími vrcholy nad čtyřitisíc metrů jsou Ižena (4025 m n. m.), Tunsada (4013 m n. m.), Addala-Vostočnaja (4025 m n. m.), Belengi (Beljakov) (4053 m n. m.), Kosaraku (Bajdukov) (4097 m n. m.), Boček (4116 m n. m.), Čimis (4099 m n. m.). Na hřebenu Kad (boční hřeben Bogose) Ančobola (4111 m n. m.) a Osuka (4048 m n. m.). Celková délka hřebenu činí 72 km. Vede přes něj několik průsmyků. Je pokryt ledovci – Belengi, Tinavčegelatli, Addala, Velký Ancuchský, Zigitli a další. Tvoří ho převážně svor a břidlice.